# 1974년 일본 프로 야구 올스타전
1974년 일본 프로 야구 올스타전은 1974년 7월 21일부터 7월 23일까지 열린 일본 프로 야구의 올스타전 경기이다.

## 개요
전년도 관록의 일본 시리즈 9연패를 달성한 요미우리 자이언츠의 가와카미 데쓰하루 감독이 센트럴 리그 올스타팀을 이끌었고 선수 겸임 감독으로서 퍼시픽 리그를 제패한 난카이 호크스의 노무라 가쓰야 감독이 퍼시픽 리그 올스타팀을 이끌었다.
전년도 가을에 발발한 제4차 중동 전쟁 이후 원유가가 급등한 것에 의해 전 세계에 불어닥친 오일 쇼크의 영향은 프로 야구계에도 큰 영향을 미쳤다. 그 여파의 하나가 전력 사용 제한으로, 연장전 단축 등의 조치에 더해 19시였던 야간 경기 개시 시각이 그해부터 18시 / 18시 30분으로 앞당겨졌다. 올스타전도 예외가 아니었는데 경기 개시 시각을 18시 30분(경우에 따라서는 18시)으로 변경됐다.
센트럴 올스타팀 감독인 가와카미에게 있어서는 현역 감독으로서 맞는 마지막 올스타전이 됐다. 상대인 퍼시픽 올스타팀의 노무라 감독은 역대 두 번째로 선수 겸 감독으로서의 올스타전에 출전하는 것은 20년 만의 쾌거였다(이때 감독에만 전념하고 있던 1964년에 퍼시픽 올스타팀을 이끌었던 니시테쓰 라이온스의 나카니시 후토시 감독도 선수 겸 감독으로 출전한 것이었다). 이 해의 올스타전은 1차전이 7월 20일, 2차전이 7월 21일에 열릴 예정이었으나 1차전은 우천으로 취소됐고 2차전 역시 하루 밀려서 열리게 됐다.

## 출장 선수
| 센트럴 리그 | 센트럴 리그       | 센트럴 리그 | 센트럴 리그 |
| ----------- | ----------------- | ----------- | ----------- |
| 감독        | 가와카미 데쓰하루 | 요미우리    |             |
| 코치        | 가네다 마사야스   | 한신        |             |
| 코치        | 요나미네 가나메   | 주니치      |             |
| 투수        | 호리우치 쓰네오   | 요미우리    | 8           |
| 투수        | 세키모토 시토시   | 요미우리    | 첫 출장     |
| 투수        | 에나쓰 유타카     | 한신        | 8           |
| 투수        | 후루사와 겐지     | 한신        | 첫 출장     |
| 투수        | 호시노 센이치     | 주니치      | 2           |
| 투수        | 마쓰모토 유키쓰라 | 주니치      | 2           |
| 투수        | 마쓰오카 히로무   | 야쿠르트    | 4           |
| 투수        | 아사노 게이시     | 야쿠르트    | 2           |
| 투수        | 히라마쓰 마사지   | 다이요      | 6           |
| 투수        | 소토코바 요시로   | 히로시마    | 5           |
| 투수        | 가네시로 모토야스 | 히로시마    | 첫 출장     |
| 포수        | 다부치 고이치     | 한신        | 6           |
| 포수        | 기마타 다쓰히코   | 주니치      | 4           |
| 포수        | 오야 아키히코     | 야쿠르트    | 3           |
| 1루수       | 오 사다하루       | 요미우리    | 15          |
| 2루수       | 미무라 도시유키   | 히로시마    | 3           |
| 3루수       | 나가시마 시게오   | 요미우리    | 17          |
| 유격수      | 야마시타 다이스케 | 다이요      | 첫 출장     |
| 내야수      | 후지타 다이라     | 한신        | 6           |
| 내야수      | J. 시핀           | 다이요      | 3           |
| 내야수      | 마쓰바라 마코토   | 다이요      | 8           |
| 내야수      | 기누가사 사치오   | 히로시마    | 2           |
| 외야수      | 야마모토 고지     | 히로시마    | 2           |
| 외야수      | 시바타 이사오     | 요미우리    | 10          |
| 외야수      | 스에쓰구 도시미쓰 | 요미우리    | 3           |
| 외야수      | B. 테일러         | 한신        | 첫 출장     |
| 외야수      | 와카마쓰 쓰토무   | 야쿠르트    | 3           |
| 외야수      | 나카쓰카 마사유키 | 다이요      | 2           |

| 퍼시픽 리그 | 퍼시픽 리그       | 퍼시픽 리그 | 퍼시픽 리그 |
| ----------- | ----------------- | ----------- | ----------- |
| 감독        | 노무라 가쓰야     | 난카이      |             |
| 코치        | 우에다 도시하루   | 한큐        |             |
| 코치        | 쓰치야 히로미쓰   | 롯데        |             |
| 투수        | 오타 고지         | 긴테쓰      | 5           |
| 투수        | 에모토 다케노리   | 난카이      | 2           |
| 투수        | 야마우치 신이치   | 난카이      | 2           |
| 투수        | 야마다 히사시     | 한큐        | 3           |
| 투수        | 기타루 마사아키   | 롯데        | 5           |
| 투수        | 무라타 조지       | 롯데        | 2           |
| 투수        | 가토 하지메       | 다이헤이요  | 3           |
| 투수        | 니미 사토시       | 닛폰햄      | 첫 출장     |
| 투수        | 간베 도시오       | 긴테쓰      | 2           |
| 포수        | 노무라 가쓰야     | 난카이      | 18          |
| 포수        | 나카자와 신지     | 한큐        | 첫 출장     |
| 포수        | 무라카미 기미야스 | 롯데        | 2           |
| 1루수       | 가토 히데지       | 한큐        | 3           |
| 2루수       | 야마자키 히로유키 | 롯데        | 5           |
| 3루수       | 아리토 미치요     | 롯데        | 5           |
| 유격수      | 센다 게이스케     | 롯데        | 2           |
| 내야수      | 오스기 가쓰오     | 닛폰햄      | 6           |
| 내야수      | 사쿠라이 데루히데 | 난카이      | 2           |
| 내야수      | 하다 고이치       | 긴테쓰      | 첫 출장     |
| 내야수      | 다카이 야스히로   | 한큐        | 첫 출장     |
| 외야수      | 후쿠모토 유타카   | 한큐        | 4           |
| 외야수      | 나가이케 도쿠지   | 한큐        | 8           |
| 외야수      | G. 올트먼         | 롯데        | 5           |
| 외야수      | 히로타 스미오     | 롯데        | 첫 출장     |
| 외야수      | D. 뷰퍼드         | 다이헤이요  | 2           |
| 외야수      | 하리모토 이사오   | 닛폰햄      | 15          |
| 외야수      | 도이 마사히로     | 긴테쓰      | 11          |
| 외야수      | 오가와 도루       | 긴테쓰      | 첫 출장     |

- 굵은 글씨는 팬 투표로 선출된 선수.

## 올스타전 경기 결과

### 1차전
센트럴 올스타팀이 오 사다하루를 내세워 2점을 앞서 나가다가 1점차로 맞이한 9회말, 퍼시픽 올스타팀은 도이 마사히로(긴테쓰)가 출루했고 퍼시픽 올스타팀 감독을 맡은 노무라 가쓰야는 그해 6월 28일에 대타로서의 일본 신기록을 경신했던 다카이 야스히로(한큐)를 대타로 내보냈다. 다카이는 센트럴 올스타팀의 투수인 마쓰오카 히로무(야쿠르트)의 2구째를 좌중간 스탠드를 향해 올스타전 사상 최초의 대타 역전 끝내기 홈런을 때려내면서 퍼시픽 올스타팀이 승리, 다카이는 MVP로 선정됐다.

#### 스코어
| 팀 | 1 | 2 | 3 | 4 | 5 | 6 | 7 | 8 | 9  | R | H | E |
| 센트럴 | 1 | 0 | 1 | 0 | 0 | 0 | 0 | 0 | 0  | 2 | 6 | 0 |
| 퍼시픽 | 0 | 0 | 1 | 0 | 0 | 0 | 0 | 0 | 2X | 3 | 9 | 0 |
| 승리 투수: 야마다 히사시(한큐) 패전 투수: 마쓰오카 히로무(야쿠르트) 홈런: 퍼시픽 – 다카이 야스히로(한큐·9회 2점) |   |   |   |   |   |   |   |   |    |   |   |   |

#### 출장 선수
| 센트럴 | 센트럴 | 센트럴          |
| 타순   | 수비   | 선수            |
| ------ | ------ | --------------- |
| 1      | (三)   | 나가시마 시게오 |
| 2      | (좌)   | 와카마쓰 쓰토무 |
| 3      | (포)   | 다부치 고이치   |
| 4      | (一)   | 오 사다하루     |
| 5      | (二)   | J. 시핀         |
| 6      | (유)   | 후지타 다이라   |
| 7      | (중)   | 시바타 이사오   |
| 8      | (우)   | 야마모토 고지   |
| 9      | (투)   | 호리우치 쓰네오 |

| 퍼시픽 | 퍼시픽 | 퍼시픽            |
| 타순   | 수비   | 선수              |
| ------ | ------ | ----------------- |
| 1      | (중)   | 후쿠모토 유타카   |
| 2      | (三)   | D. 뷰퍼드         |
| 3      | (좌)   | 하리모토 이사오   |
| 4      | (우)   | 나가이케 도쿠지   |
| 5      | (一)   | 오스기 가쓰오     |
| 6      | (유)   | 아리토 미치요     |
| 7      | (二)   | 야마자키 히로유키 |
| 8      | (포)   | 무라카미 기미야스 |
| 9      | (투)   | 기타루 마사아키   |

#### 수상 선수
MVP
- 다카이 야스히로(한큐)

### 2차전

#### 스코어
| 팀 | 1 | 2 | 3 | 4 | 5 | 6 | 7 | 8 | 9 | R | H  | E |
| 센트럴 | 0 | 0 | 0 | 3 | 0 | 0 | 0 | 0 | 0 | 3 | 10 | 1 |
| 퍼시픽 | 0 | 0 | 0 | 2 | 0 | 2 | 2 | 0 | X | 6 | 8  | 0 |
| 승리 투수: 오타 고지(긴테쓰) 패전 투수: 마쓰모토 유키쓰라(주니치) 홈런: 센트럴 – 나가시마 시게오(요미우리·4회 3점) 퍼시픽 – 후쿠모토 유타카(한큐·7회 1점), 돈 뷰퍼드(다이헤이요·7회 1점) |   |   |   |   |   |   |   |   |   |   |    |   |

#### 출장 선수
| 센트럴 | 센트럴 | 센트럴          |
| 타순   | 수비   | 선수            |
| ------ | ------ | --------------- |
| 1      | (유)   | 후지타 다이라   |
| 2      | (좌)   | 와카마쓰 쓰토무 |
| 3      | (포)   | 다부치 고이치   |
| 4      | (一)   | 오 사다하루     |
| 5      | (三)   | 나가시마 시게오 |
| 6      | (우)   | 야마모토 고지   |
| 7      | (중)   | 시바타 이사오   |
| 8      | (二)   | 미무라 도시유키 |
| 9      | (투)   | 에나쓰 유타카   |

| 퍼시픽 | 퍼시픽 | 퍼시픽            |
| 타순   | 수비   | 선수              |
| ------ | ------ | ----------------- |
| 1      | (중)   | 후쿠모토 유타카   |
| 2      | (二)   | 사쿠라이 데루히데 |
| 3      | (一)   | 가토 히데지       |
| 4      | (우)   | 나가이케 도쿠지   |
| 5      | (좌)   | 도이 마사히로     |
| 6      | (유)   | 아리토 미치요     |
| 7      | (三)   | 하다 고이치       |
| 8      | (포)   | 나카자와 신지     |
| 9      | (투)   | 에모토 다케노리   |

#### 수상 선수
MVP
- 후쿠모토 유타카(한큐)

### 3차전

#### 스코어
| 팀                                                                                            | 1 | 2 | 3 | 4 | 5 | 6 | 7 | 8 | 9 | R | H | E |
| 퍼시픽                                                                                        | 0 | 0 | 0 | 0 | 0 | 0 | 0 | 1 | 0 | 1 | 6 | 1 |
| 센트럴                                                                                        | 0 | 0 | 0 | 0 | 0 | 0 | 0 | 0 | 0 | 0 | 4 | 2 |
| 승리 투수: 니미 사토시(닛폰햄) 패전 투수: 소토코바 요시로(히로시마) 세이브: 무라타 조지(롯데) |   |   |   |   |   |   |   |   |   |   |   |   |

#### 출장 선수
| 퍼시픽 | 퍼시픽 | 퍼시픽            |
| 타순   | 수비   | 선수              |
| ------ | ------ | ----------------- |
| 1      | (중)   | 오가와 도루       |
| 2      | (三)   | D. 뷰퍼드         |
| 3      | (一)   | 가토 히데지       |
| 4      | (좌)   | G. 올트먼         |
| 5      | (우)   | 하리모토 이사오   |
| 6      | (유)   | 아리토 미치요     |
| 7      | (二)   | 사쿠라이 데루히데 |
| 8      | (포)   | 무라카미 기미야스 |
| 9      | (투)   | 가토 하지메       |

| 센트럴 | 센트럴 | 센트럴            |
| 타순   | 수비   | 선수              |
| ------ | ------ | ----------------- |
| 1      | (좌)   | 와카마쓰 쓰토무   |
| 2      | (중)   | 야마모토 고지     |
| 3      | (포)   | 다부치 고이치     |
| 4      | (一)   | 오 사다하루       |
| 5      | (우)   | 기누가사 사치오   |
| 6      | (유)   | 후지타 다이라     |
| 7      | (三)   | 마쓰바라 마코토   |
| 8      | (二)   | 미무라 도시유키   |
| 9      | (투)   | 가네시로 모토야스 |

#### 수상 선수
MVP
- 하리모토 이사오(닛폰햄)

## 같이 보기
- 일본 야구 기구
- 일본 프로 야구 올스타전